# Ӗ
Das Ӗ (Kleinbuchstabe ӗ) ist ein Buchstabe des kyrillischen Alphabets, bestehend aus einem Е mit Breve. Er wird in der tschuwaschischen Sprache genutzt. 

## Zeichenkodierung
| Standard  | Standard    | Majuskel Ӗ                            | Minuskel ӗ                          |
| --------- | ----------- | ------------------------------------- | ----------------------------------- |
| Unicode   | Codepoint   | U+04D6                                | U+04D7                              |
| Unicode   | Name        | CYRILLIC CAPITAL LETTER IE WITH BREVE | CYRILLIC SMALL LETTER IE WITH BREVE |
| UTF-8     | UTF-8       | D3 96                                 | D3 97                               |
| XML/XHTML | dezimal     | &#1238;                               | &#1239;                             |
| XML/XHTML | hexadezimal | &#x04D6;                              | &#x04D7;                            |